# Nazionale maschile di calcio a 5 dell'Iran
La nazionale maschile di calcio a 5 dell'Iran è, in senso generale, una qualsiasi delle selezioni nazionali di calcio a 5 della Federazione calcistica dell'Iran che rappresentano l'Iran nelle varie competizioni ufficiali o amichevoli riservate a squadre nazionali maschili.
Questa squadra nazionale è considerata tra le migliori formazioni d'Asia. Di certo risulta la più titolata, avendo vinto nella sua storia ben tredici dei diciassette titoli di campione d'Asia messi in palio nella manifestazione per selezioni nazionali che si svolge sotto l'egida dell'AFC.
L'Iran è anche la selezione asiatica più rappresentativa della FIFA Futsal World Cup. Nella sua storia, infatti, dopo la mancata partecipazione nel 1989, la nazionale iraniana ha attraversato un periodo d'oro giungendo quarta nel 1992 e qualificandosi poi in tutte le successive edizioni, in cui peraltro si è quasi sempre fermata al primo turno,nell'edizione 2008 è uscita al secondo turno (superata per un soffio proprio dall'Italia) mentre nel 2016 ha raggiunto il suo miglior risultato salendo sul podio dietro ad Argentina e Russia.

## Palmarès

### Campionato mondiale
A fronte dell'assenza ai mondiali del 1989, la selezione iraniana salì alla ribalta internazionale nell'edizione di Hong Kong del 1992: qui la squadra mediorientale arrivò sorprendentemente fino alle semifinali, dove venne battuta dagli Stati Uniti per 4-2. Nella finale per il terzo e quarto posto fu nuovamente sconfitta dalla Spagna per 9-6. In tale occasione l'Iran schierò tra le proprie file Saeid Rajabi, che con 16 reti risultò cannoniere scelto della manifestazione e scarpa d'oro.
Nelle successive tre edizioni del mondiale, dopo aver superato le qualificazioni la squadra di Teheran si è sempre fermata al primo turno collezionando tre terzi posti nel proprio girone:
- Spagna 1996 - vittoria su Cuba per 7-1 e sconfitte con il Belgio (5-2) e il Brasile (8-3) poi campione;
- Guatemala 2000 - sconfitte con l'Argentina (2-1) e con la Spagna (7-2) poi campione, e vittoria su Cuba (3-0);
- Taipei 2004 - sconfitta con il Portogallo (4-0), vittoria su Cuba (8-3) e sconfitta con l'Argentina (6-1).

Nell'edizione del 2008 svoltasi in Brasile con la nuova formula a 20 squadre, la nazionale dell'Iran ha superato la prima fase giungendo seconda nel proprio girone alle spalle (ma con lo stesso punteggio) della Spagna, grazie alle tre vittorie su Libia (4-2), Uruguay (4-2) e Rep. Ceca (3-2) e al pareggio con la stessa Spagna (3-3). Nella seconda fase, con una sconfitta a opera del Brasile (1-0) poi campione, una vittoria sull'Ucraina (5-4) e un pareggio con l'Italia (5-5), è stata eliminata pur avendo ottenuto lo stesso punteggio della squadra italiana ma con una peggior differenza reti di un solo gol.
Nell'edizione del 2012 l'Iran è stato sconfitto agli ottavi di finale dalla Colombia dopo aver disputato un promettente girone di qualificazione coronato con il pareggio in rimonta sulla Spagna. Nell'edizione del 2016 la nazionale iraniana ottiene il suo miglior piazzamento di sempre: dopo un girone deludente concluso al terzo posto dietro Spagna ed Azerbaigian, nell'ottavo di finale elimina il Brasile campione uscente dopo i calci di rigore, e nei quarti elimina un'altra sudamericana, il Paraguay, per 4-3 dopo i tempi supplementari. La corsa si arresta in semifinale con la Russia ma il torneo termina con un sorriso dopo la vittoria nella finalina con il Portogallo ai calci di rigore.

### Coppa d'Asia
L'Iran detiene un record di undici titoli di campione d'Asia sui quattordici finora disputati, di cui sette vinti consecutivamente tra il 1999 e il 2005; i "re del calcio a 5 asiatico" vinsero a man bassa le prime quattro edizioni con punteggi severi nei confronti rispettivamente di Corea del Sud (9-1), Kazakistan (4-1), Uzbekistan (9-0) e Giappone (6-0). Tuttavia, quest'ultima nazionale andò configurandosi come il più ostico avversario per gli iraniani: nelle edizioni dal 2002 al 2005 la finale fu sempre tra Iran e Giappone. Nonostante le vittorie a senso unico, la differenza di valore fra le due squadre si ridusse progressivamente.
Nell'edizione del 2006, vinta dal Giappone, per la prima e unica volta la selezione di Teheran è rimasta fuori dalla finale, conquistando la terza piazza finale ai danni del Kirghizistan. Nell'edizione del 2007, l'Iran si riprese immediatamente lo scettro di campione d'Asia battendo i giapponesi con un netto 4-1, mantenendo poi la propria supremazia continentale anche nelle tre edizioni successive. Il Giappone interruppe nuovamente l'egemonia iraniana vincendo le edizioni del 2012 e 2014 della competizione, che a partire dal 2008 si disputa a cadenza biennale. L'Iran tornò alla vittoria nel 2016, sei anni dopo l'ultimo titolo.

## Statistiche nelle competizioni internazionali

### Coppa del Mondo
| Anno   | Luogo         | Piazzamento      | Pd | V  | N | P  | GF  | GS  |
| ------ | ------------- | ---------------- | -- | -- | - | -- | --- | --- |
| 1989   | Paesi Bassi   | Non presente     | –  | –  | – | –  | –   | –   |
| 1992   | Hong Kong     | 4º posto         | 8  | 5  | 0 | 3  | 36  | 30  |
| 1996   | Spagna        | 1º turno         | 3  | 1  | 0 | 2  | 12  | 14  |
| 2000   | Guatemala     | 1º turno         | 3  | 1  | 0 | 2  | 6   | 9   |
| 2004   | Taipei cinese | 1º turno         | 3  | 1  | 0 | 2  | 9   | 13  |
| 2008   | Brasile       | 2º turno         | 7  | 4  | 2 | 1  | 24  | 19  |
| 2012   | Thailandia    | Ottavi di finale | 4  | 2  | 1 | 1  | 9   | 8   |
| 2016   | Colombia      | 3º posto         | 7  | 2  | 3 | 2  | 22  | 24  |
| 2021   | Lituania      | Quarti di finale | 5  | 3  | 0 | 2  | 19  | 17  |
| 2024   | Uzbekistan    | Ottavi di finale | 4  | 3  | 0 | 1  | 23  | 10  |
| Totale |               | 9/10             | 44 | 22 | 6 | 16 | 160 | 144 |

### Coppa d'Asia
- 1999 -  Campione
- 2000 -  Campione
- 2001 -  Campione
- 2002 -  Campione
- 2003 -  Campione
- 2004 -  Campione
- 2005 -  Campione
- 2006 -  Terzo posto
- 2007 -  Campione
- 2008 -  Campione
- 2010 -  Campione
- 2012 -  Terzo posto
- 2014 -  Secondo posto
- 2016 -  Campione
- 2018 -  Campione
- 2022 -  Secondo posto
- 2024 -  Campione

### Futsal Confederations Cup
- 2009 - Campione
- 2022 - Finalista

## Rosa attuale
Elenco dei giocatori convocati alla Coppa del Mondo 2021.
Allenatore:  Mohammad Nazemalsharieh
| N. | Pos. | Giocatore                | Data di nascita/Età         | Squadra          |
| -- | ---- | ------------------------ | --------------------------- | ---------------- |
| 1  | POR  | Sepehr Mohammadi         | 8 agosto 1989 (32 anni)     | Giti Pasand      |
| 2  | POR  | Alireza Samimi           | 29 giugno 1987 (34 anni)    | Mes Sungun       |
| 3  | LAT  | Ahmad Esmaeilpour        | 8 settembre 1988 (33 anni)  | Shenzhen         |
| 4  | DIF  | Alireza Rafieipour       | 9 ottobre 1993 (27 anni)    | Kerap Alvand     |
| 5  | DIF  | Hamid Ahmadi             | 24 novembre 1988 (32 anni)  | Mes Sungun       |
| 6  | LAT  | Mohammad Reza Sangsefidi | 2 novembre 1989 (31 anni)   | Giti Pasand      |
| 7  | LAT  | Ali Hassanzadeh          | 2 novembre 1987 (33 anni)   | Giti Pasand      |
| 8  | LAT  | Moslem Oladghobad        | 22 novembre 1995 (25 anni)  | Kerap Alvand     |
| 9  | PIV  | Saeid Abbasi             | 31 luglio 1992 (29 anni)    | Giti Pasand      |
| 10 | PIV  | Hossein Tayebi           | 29 settembre 1988 (32 anni) | Benfica          |
| 11 | LAT  | Farhad Fakhim            | 14 ottobre 1984 (36 anni)   | Mes Sungun       |
| 12 | DIF  | Mohammad Shajari         | 30 agosto 1991 (30 anni)    | Kerap Alvand     |
| 13 | DIF  | Farhad Tavakoli          | 14 gennaio 1989 (32 anni)   | Giti Pasand      |
| 14 | PIV  | Mahdi Javid              | 3 maggio 1987 (34 anni)     | Kerap Alvand     |
| 15 | LAT  | Taha Nematian            | 8 febbraio 1995 (26 anni)   | Sunich Saveh FSC |
| 16 | POR  | Bagher Mohammadi         | 21 giugno 1991 (30 anni)    | Sunich Saveh FSC |